# Afrikaans socialisme
Afrikaans socialisme, was een in de jaren zestig en zeventig populaire richting binnen het socialisme. Er bestaat geen wetenschappelijk consensus wat er onder de term wordt verstaan en het geldt als een beschrijving van verschillende regeringssystemen variërend van strikt socialistisch tot kapitalistisch.
Het Afrikaans socialisme is in tegenstelling tot het wetenschappelijk socialisme (marxisme) ondogmatisch en staat positief tegenover de Afrikaanse tradities. De meeste Afrikaanse socialisten streven naar een Verenigd Afrika op sociaaldemocratische grondslag. Belangrijke kenmerken van het Afrikaans socialisme zijn: het voorstaan van de vorming van coöperaties (meestal in de vorm van traditionele dorpsgemeenschappen), nationalisme, geleide democratie, de afwijzing van tribalisme en racisme. Het Afrikaans socialisme ontstond vooral in voormalige Britse koloniën. Landen in Afrika waar wetenschappelijke marxisten aan de macht waren (Angola, Congo enz.) vallen niet onder de landen waar het Afrikaans socialisme gebezigd werd.
In de jaren tachtig had het Afrikaans socialisme als leer afgedaan.
Landen waar Afrikaanse socialisten vroeger en/of nu aan de macht waren/zijn:
- Ghana
- Kenia
- Tanzania
- Zambia
- Zimbabwe (vandaag de dag is de Afrikaans socialistische ZANU nog steeds aan de macht)
- Senegal
- Guinee-Bissau
- Mali
- Burundi
- Kaapverdië
- Mozambique
- Zuid-Afrika (sinds 1993)
- Namibië
- Madagaskar
- Burkina Faso
- Guinee
- Volksrepubliek Zanzibar en Pemba

Afrikaans socialistische leiders en denkers
- Amílcar Cabral (Guinee-Bissau, Kaapverdië)
- Abeid Karume (Zanzibar)
- Kenneth Kaunda (Zambia)
- Modibo Keïta (Mali)
- Jomo Kenyatta (Kenia) (de meningen zijn verschillend over de vraag of hij wel of niet een Afrikaans socialist was)
- Samora Machel (Mozambique)
- Nelson Mandela (Zuid-Afrika)
- Michel Micombero (Burundi)
- Eduardo Mondlane (Mozambique)
- Sam Nujoma (Namibië)
- Kwame Nkrumah (Ghana) (zijn leer wordt ook wel gezien als een combinatie van marxisme, christendom en Afrikaans socialisme)
- Julius Nyerere (Tanzania)
- Odinga Odinga (Kenia)
- Didier Ratsiraka (Madagaskar)
- Jerry Rawlings (Ghana)
- Thomas Sankara (Burkina Faso)
- Léopold Sédar Senghor (Senegal)
- Ahmed Sékou Touré (Guinee)

Enkele Afrikaans socialistische partijen
- ZANU (Zimbabwe African National Union [Zimbabwe])
- PAIGC (Partido Africano de Independência de Guiné e Cabo Verde [Guinee-Bissau, Kaapverdië))
- UNIP (United National Independence Party [Zambia])
- ANC (African National Congress [Zuid-Afrika])
- FRELIMO (Frente de Libertação de Moçambique [Mozambique])
- TANU (Tanganyika African National Union [Tanzania])
- PDG (Parti Démocratique Guinée [Guinea])

Enkele vormen van Afrikaans socialisme
- Ubuntu (filosofie) (Sub-Sahara)[3]
- Ujamaa (Tanzania)
- Harambee (samenkomst) (Kenia)[4]
- Nkrumahisme/Consciencism ("bewustwording") (Ghana)
- Derde Universele Theorie (Libië)[4]
- Malagassisch socialisme (Madagaskar)
- Senghorisme (Senegal)
- Sankarisme (Burkina Faso)
- Zambiaans humanisme (Zambia)

## Uitspraken
- Léopold Senghor: "(Afrikaans socialisme) is de economische ontwikkeling die leidt tot de uiteindelijke fysieke, intellectuele en spirituele integratie van de vrije mens."[5]
- Julius Nyerere: "(Afrikaans socialisme) is dezelfde geestelijke instelling die in het tribale tijdperk ieder individu de geborgenheid gaf die samenhing met het behoren tot een wijd uitgebreide familie en (deze geestelijke instelling) moet (thans) worden behouden binnen de nog grotere gemeenschap der natie."[5]
- Kwame Nkrumah: "(Afrikaans socialisme) is de sociale synthese van de verzoening van de moderne technologie en menselijke waarden" en "de verdediging van het leven in gemeenschap in een moderne setting."[5]
- Joseph W.S. de Graft-Johnson: "(Afrikaans socialisme) is de natiestaat wanneer deze wordt gezien als een uitgebreide familie."[5]
- Kenneth Kaunda: "Onder het systeem van de uitgebreide familie zal geen enkele bejaarde worden overgelaten aan de honden of aan instituties als bejaardenhuizen."[6]
- Tom Mboya: "Ik heb eerder aangegeven dat socialisme een geestesgesteldheid of een geestelijke attitude is (...) met als doel het bereiken van een rationele verstandhouding en harmonie binnen de gemeenschap."[7] en "Als ik spreek over Afrikaans socialisme dan bedoel ik daar bewezen omgangsvormen mee binnen de Afrikaanse samenlevingen, die, over de tijdspanne van eeuwen, waardigheid hebben verleend aan ons volk en hen zekerheid hebben verschaft, ongeacht welke positie ("station of life") een persoon ook inneemt. Ik verwijs naar universele barmhartigheid, welke zo karakteristiek zijn voor het Afrikaanse denkproces en kosmologische ideeën, die iedere mens beschouwd als een entiteit in de samenleving en niet als een sociaal middel, maar als een doel op zichzelf."[7]
- Daniel arap Moi: "Afrikaans socialisme is de belichaming van vrede, liefde en eenheid. Als een Afrikaan heb ik deze filosofie tot mij genomen en er naar geleefd, van mijn kindheid af tot aan mijn leven als volwassene."[8]
- Jomo Kenyatta: "Harambee is Afrikaans socialisme in praktijk."[9]
- William Tolbert: "De enige betekenisvolle ideologie, als het er dan toch op aan komt, is "Afrika voor de Afrikanen." Afrika voor de Afrikanen impliceert Afrikaans socialisme, de wortel van onze traditionele samenleving. ... Het is pragmatisch en diep geworteld in onze samenleving."[10]

## Verwijzingen
1. ↑  G. williams, B. Hackland: The Dictionary of Contemporary Politics of Southern Africa, Macmillan Publishing Company New York 1989, p. 9
2. ↑  Het Afrikaans socialisme werd verworpen door Ivan Potekhin, een Afrika-expert in de Sovjet-Unie: "Potekhin (...) argued that there is no such thing as "African socialism", zie: A.J. Klighoffer: The Soviet View of African Socialism, African Affairs Vol. 67, no. 268 (juli 1968), pp. 197-208 (12 blz.), uitgave: Oxford University Press.
3. ↑  Wordt misschien vanuit klassiek socialistisch oogpunt niet als een vorm van socialisme beschouwd.
4. 1 2  Ibidem
5. 1 2 3 4  J. McCain: Perceptions of Socialism in Post-Socialist Ghana: An Experimental Analysis, in: African Studies Review, Vol. 22, No. 3 (Dec. 1979), pp. 45-63 (19 pagina's), Cambridge University Press
6. ↑  The Philosophy Behind Zambia's Flag
7. 1 2  T. Mboya: African Socialism (1963)
8. ↑  D. Arap Moi: Kenya African Nationalism: Nyayo Philosophy and Principles, MacMillan Publishers, Londen V.K. 1986, p. 21
9. ↑  TutorKE: Form 4 History and Government: National Philosophies Kenya Lessons
10. ↑  Toespraak van Tolbert tijdens de Bijeenkomst van de Organisatie voor Afrikaanse Eenheid, Rabat, Marokko 1972